# Paarse waaierslak
De paarse waaierslak (Edmundsella pedata) is een zeenaaktslak uit de familie van de waaierslakken (Flabellinidae). Ze komt voor van de Middellandse Zee tot de Atlantische kusten van Noorwegen. De soort voedt zich voornamelijk met Eudendrium ramosum, kan een lengte bereiken van 50 mm en is hermafrodiet.

## Beschrijving
Deze zeenaaktslak is gemakkelijk te herkennen aan de algehele roze-paarse kleuring van het lichaam, inclusief de kop, tentakels en rinoforen. In de Middellandse Zee kan hij ongeveer 20 mm lang worden, terwijl exemplaren in de Atlantische Oceaan wel 50 mm kunnen worden. De cerata hebben witte ringen aan de punt en komen voor in trossen die aan de basis met elkaar verbonden zijn. De uiteinden zijn ondoorzichtig wit van kleur. De spijsverteringsklier is meestal rood van kleur, gedeeltelijk gemaskeerd door de paarse tint.

## Verspreiding
De paarse waaierslak wordt zo ver noordelijk gevonden als Trøndelag in Noorwegen, rond de gehele Britse Eilanden, en tot in de westelijke Middellandse Zee en Adriatische Zee. Hoewel het een algemene soort is, wordt het zelden in grote aantallen waargenomen. In juni 1999 werden de eerste twee Nederlandse exemplaren aangetroffen in de Oosterschelde. Sindsdien regelmatig aanwezig in de centrale en westelijke Oosterschelde, maar (nog) niet in de Waddenzee en Grevelingen.